# Svatý rok 1875

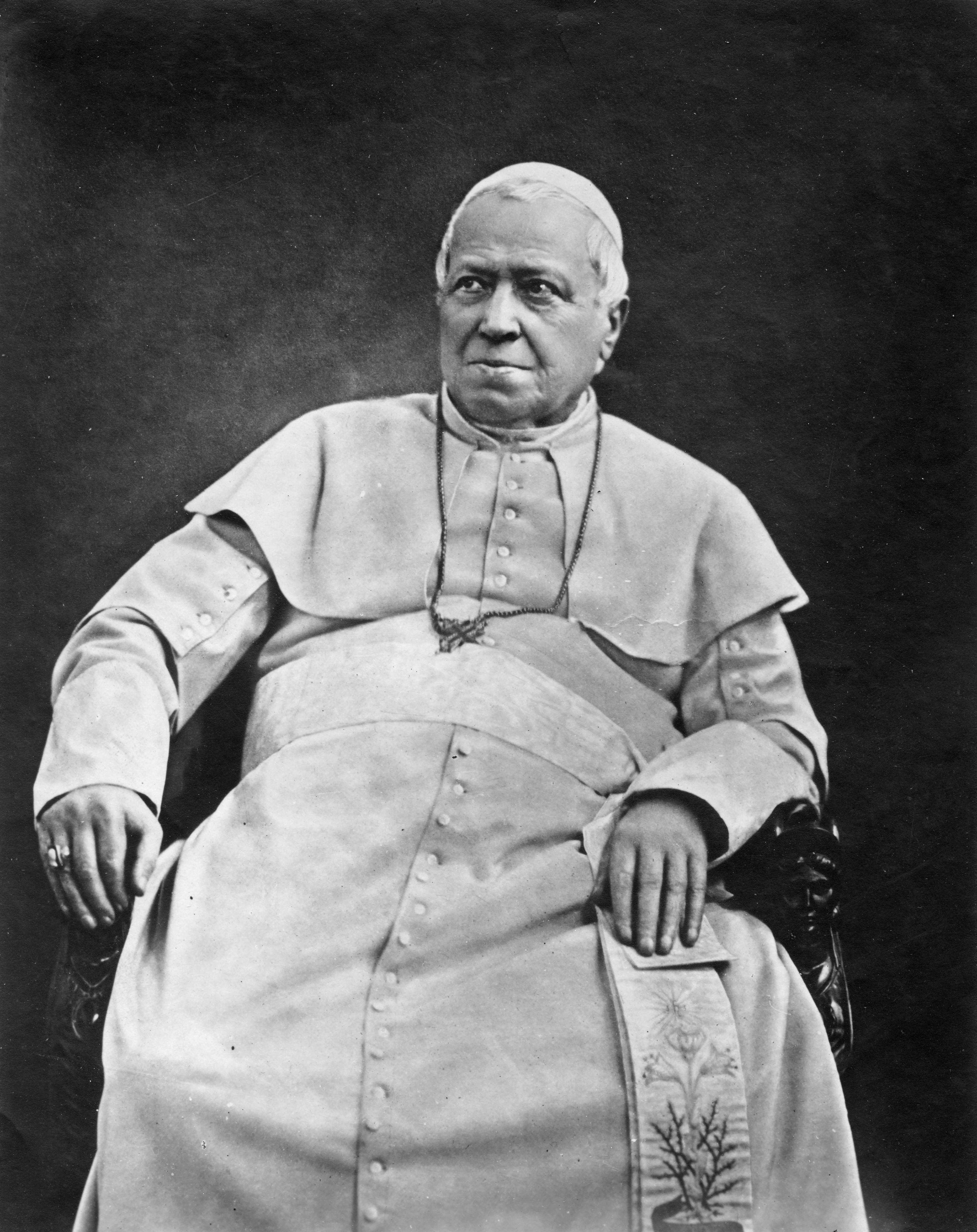
Papež Pius IX. za jehož pontifikátu se konal Svatý rok 1875

Jubilejní Svatý rok 1875, který navázal na předchozí řadu Svatých roků, který po návratu z exilu a obnovení vlády v papežském státě Pius IX. vyhlásil 24. prosince v roce 1874 bulou Gravibus Ecclesiae jubileum. Vojska krále Viktora Emanuela II. však obsadila Řím, a proto nebylo možné uspořádat slavnostní otevření a uzavření Svatých bran.

## VyhlášeníSvatého roku 1875

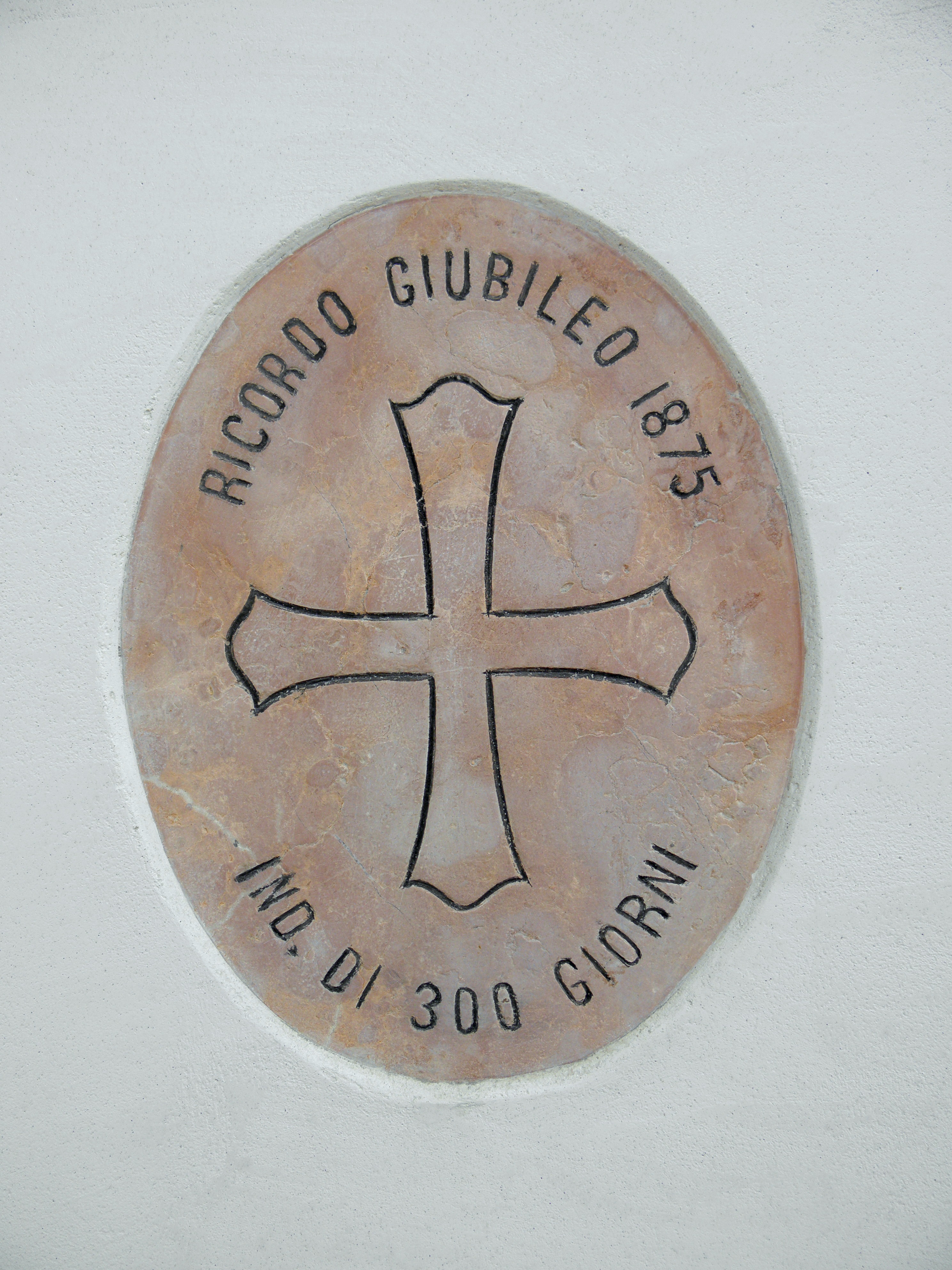
Pamětní deska na Svatý rok 1875

Pius IX. vyhlásil jubilejní rok, ale nezval poutníky do Říma a nedal otevřít Svaté brány. Každý katolík mohl získat jubilejní odpustky ve své diecézi ve čtyřech kostelích určených místním biskupem; bylo nutno navštívit je patnáctkrát. Jako příprava se doporučovalo vykonání duchovních cvičení a lidových misií. Italští liberálové oslavili Svatý rok svým způsobem. Revolucionář Garibaldi, zvolený tehdy do italského parlamentu, prohlásil 14. února v římském divadle Corea při banketu: „Už je na čase, aby po náboženství pověry a lži nastoupilo náboženství pravdy a vědy. Papežství už dožilo svůj čas a jeho kněží zmizí stejně tak jako ti, kteří přinášeli oběti Jupiterovi. Je pravda, že i ono v jiných dobách prokázalo Itálii jakousi službu. Zachovalo dokumenty a rukopisy, jež by jinak přišly k zničení. Ale znovu opakuji: dnes přišel jeho čas.“ Za tři neděle, 4. března, otevřeli zednáři slavnostně svůj první templ v Římě. A král Viktor Emanuel podepsal brzy nato zákon, podle něhož všichni řeholníci mladší 40 let měli nastoupit vojenskou službu. Několik římských klášterů bylo zrušeno, mezi nimi i kapucínský klášter ve středu města, a ostatním zrušení hrozilo. Přesto 1. července přišlo do Říma na pouť 300 rolníků z horských Abruzz a ujistilo papeže svou věrností. V Rusku bylo zakázáno papežskou bulu zveřejnit.

### Čechy a Morava
Biskupové pražské církevní provincie vydali na Velikonoční neděli 28. března 1875 pastýřský list o slavení Svatého roku, v němž pravili: „Byloť skutečně bouřlivým toto čtvrtstoletí, jež se právě chýlí ke konci. Mnohých bojů bylo svědkem v životě domácím, a ještě více v životě veřejném. Neštěstí a bída, bolest a smrt přečasto klepaly na naše dveře. Těžké nemoci plížily se zemí a mnohou oběť uchvátily z kruhů milých našich. Ani zevnější nepřátelé neušetřili nás, ale hrůzu a bídu vnesli v tiché dědiny naše.“ Tím zřejmě naráželi na nedávnou rakousko-pruskou válku. Dále pokračují: „I proti samé svaté církvi propukl divoký boj, jako by ona – po dvě tisíciletí jsouc vítězem – přežíti neměla tohoto století.“ Dále biskupové zdůrazňují, že člověk je svobodný, ale táží se, znamená-li být svobodným ohrožení mravního zákona, a dodávají: „ ... toť svoboda lva na poušti, který se bez překážky vrhá na oběť jakoukoliv. V nerozumné přírodě nechať se to nazývá třeba svobodou, ale u rozumného člověka je to zkázou veškeré svobody, ano nejpotupnějším otroctvím - toť jest, co i svaté slovo Boží nazývá otroctvím hříchu.“ Dále vybízejí věřící: „Buďte především mravně svobodnými: a pak nezneužijete svobody své k tomu, abyste v pošetilém blouznění výhost dali Božímu Zákonu. Nezneužijete svobody, abyste s nezbednou zpupností některému bratru, některému kmenu příkoří činili.“ Závěrem vyzývají k zpytování svědomí, k skutkům pokání a udávají podmínky k získání jubilejních odpustků.
Ty udává svým věřícím i brněnský biskup Karel Nöttig ve svém pastýřském listu, v němž vysvětluje i dějiny Svatých let, teologii odpustků a cituje bulu Pia IX. V Praze, v Hradci Králové a v Opavě vyšly tří české příručky, „jež vysvětlují vznik a účel Svatého roku“. Na jaře onoho roku daroval císař Ferdinand Dobrotivý, který se zřekl trůnu roku 1848, a jeho manželka 20 000 zlatých na dokončení katedrály sv. Víta a stejný obnos na znovuzřízení českého domu pro poutníky v Římě, o který se staral v Římě monsignor Jänig. Dům měl také sloužit pro kněze studující v Římě. 29. června 1875 Ferdinand Dobrotivý zemřel a na příkaz papeže Pia IX. byla za něho sloužena slavná zádušní mše svatá. Jeho smrti bylo také vzpomenuto během veliké jubilejní pouti velehradské v červenci.
Pouti Milostivého roku se v Čechách konaly na různých místech v létě. V Praze se průvodů účastnil kardinál Schwarzenberg, v Příbrami se konal první jubilejní průvod 8. srpna, v Ústí nad Orlicí už v červnu. Stručně vystihl příbramský dopisovatel časopisu „Blahověst“ svůj dojem takto: „Nemohu než vyznati, že jubilejní rok 1875 jest vpravdě i pro naši krajinu létem milostivým.“

#### Studie a články
- Anni Santi (Gli). Torino: [s.n.], 1934. (italsky)
- BARGELLINI, Piero. L'Anno Santo nella storia, nella letteratura e nell’ arte. Florencie: [s.n.], [1974]. 318 s. (italsky)
- CASTELLI, Giulio. Gli Anni Santi. Il grande perdono. Rocca S. Casciano: [s.n.], 1949. (italsky)
- CECCHETTI, I. The Sublime City. Washington – Řím: Frediani G, 1950. (anglicky)
- CECCHETTI, I. Roma nobilis. L’idea, la missione, le memoria. Il destino di Roma. Řím: Cechetti I., 1950. (italsky)
- Storia e typografia dell’ Anno Santo. Vatikán: Comitato centrale per l’Anno Santo, 1974. (italsky)
- DE BLASI, Jolanda. Giubileo. Racconto di sei secoli e mezzo (1300–1950). Florencie: Del Turco Ed., 1950. 624 s. (italsky)
- DI MEGLIO, S. Breve storia dell’Anno Santo. Siena: [s.n.], 1973. (italsky)
- DUMEIGE, G. L’accueil de Rome aux pelegrins du Jubilé de 1575 (přednáška v Centre d’Études saint Louis de France, 10. prosince 1974). [s.l.]: [s.n.] (francouzsky)
- DVPRÉ THESEIDER, E. Roma dal Comune del popolo alla Signoria pontificia (1252–1377). [s.l.]: [s.n.], 1952. (italsky)
- FRUGONI, A. La devozione dei Bianchi del 1399. In:  L’attesa dell’età nuova nella spiritualità della fine del medio evo. [s.l.]: Todi, 1962. S. 232–248. (italsky)
- GALUZZI, A. Gli Anni Santi nell’età moderna, v: Schede di storia della Chiesa nell’età moderna. Řím: [s.n.], 1994–19952. S. 265–324. (italsky)
- GORDINI, G. D. Storie dei pellegrini, di briganti e di anni santi, (Chiesa sotto inchiesta, 3). Torino: [s.n.], [1974]. (italsky)
- MARONI LOMBROSO, M; MARTINI, A. Le confraternite romane nelle loro Chiese. Řím: [s.n.], 1963. (italsky)
- MARTIRE, E. Santi e Birboni. Luci ed ombre nella storia dei giubilei. Milano: [s.n.], 1950. (italsky)
- MELIS, F. Movimenti di popoli e motivi economici nel giubileo del 1400; v: Miscellanea Gilles Gerard Meerseman, I,. Padova: [s.n.], 1970. S. 343–367. (italsky)
- Mostra documentaria degli Anni Santi (1300–1975). Vatikán: [s.n.], 1975. (italsky)
- PASTOR, L., von. Storia dei papi dalla fine del medio evo ..., 20 sv.. 1950–1963 (fototypické vyd. 1971). vyd. Řím: [s.n.] (italsky)
- POLC, Jaroslav Václav. De origine festi Visitazione. Řím: (Coronas Lateranensis, 9A), 1967. (italsky)
- POLC, Jaroslav Václav. La festa della Visitazione e il Giubileo del 1390. Rivista di storia della Chiesa in Italia 29. 1975, s. 149–172. (italsky)
- SCHMIDT, H. Bullarium Anni Sancti. Řím: [s.n.], 1949. (latinsky)
- SECRET, F. Le „Tractatus de anno Jubilaei de Lazaro da Viterbo. Grégoire XIII e la Kabbale chrétiénne, Rinascimento“, serie II., 6. 1966, s. 305–333. (italsky)
- Storia e topografia dell’Anno Santo. Vatikán: Comitato centrale per l’Anno Santo, 1974. (italsky)

#### Periodika
- Acta Sanctae Sedis (–1904). Acta Apostolicae Sedis. (–1904). (latinsky)
- Anno Santo, Řím. 1973–1975. (italsky)
- Civiltà Cattolica (La), Řím (italsky)
- Jubilaeum. Ephemerides Anni Sancti, Città del Vaticano. [1974/1975].
- Nový život, Řím
- L'Osservatore Romano, Città del Vaticano (italsky)